# Letha Weapons
Letha Weapons (Shreveport, Luisiana; 5 de julio de 1972) es una actriz pornográfica especializada en la categoría big boobs desde mediados de los años 1990.

## Carrera
Ha aparecido en más de 100 películas XXX, inclusive la número 1 en venta en películas no aptas para menores jamás hecha: John Wayne Bobbbit Uncut. Ha sido portada y páginas centrales de todas y cada una de las revistas especializadas en senos grandes en Estados Unidos en numerosas ocasiones. Es conocida en todo el mundo como una modelo de portada y páginas centrales y muy popular dentro de la pornografía desde Japón a Nueva Zelanda o México, e internacionalmente, además tiene su propia Sex Doll e historieta pornográfica con historias de su propia autoría. Ha viajado por todo el mundo haciendo presentaciones donde ha hecho de presentadora, Estríper en vivo, shows de dildo, sexo lésbico, lucha en gelatina y cantando.
Además de sus películas porno, ha aparecido también en el show de Jenny Jones para confrontar a un viejo rival de la escuela. Ha aparecido en la serie de la televisión Married with children interpretando a una estríper. También ha hecho otras apariciones en Sally Jessy Raphael y El show de Richard Bey. Fue una invitada regular en el programa de radio de Howard Stern, además de haber aparecido en el Spice Channel, y HBO.
Letha también es bien conocida por su aparición en un video adulto de mala fama de 1994 titulado John Wayne Bobbitt Uncut, haciendo la presentación pornográfica de John Wayne Bobbitt, cuyo pene fue cortado parcialmente en un ataque con cuchillo por su entonces esposa.
Letha se ha retirado de la industria cinematográfica adulta, pero en el 2001 fue presentada en un retorno pictórico en la revista Score, con unos senos mucho más pequeños, debido a la eliminación de los injertos originales que la hicieron famosa. Letha declaró que el cambio se lo hizo debido a seguridad y salud. La actriz continúa haciendo apariciones en el escenario en San Francisco como una bailarina habitual en el New Century Theater y en el Deja'Vu de Stockton, California.

## Filmografía
Como Actriz:
- World's Biggest Tits & Dicks (2000) (como Letha)
- The Greatest Big Bust Video Ever (1997)
- Way They Wuz (1996)
- Depraved Fantasíes 4: The Undead (1995)
- "Married with Children" The Naked and the Dead, But Mostly the Naked (1995) Episodio de TV. Rocki Mountains
- The Hollywood Starlet Search (1995)
- Hot Crotch Coochies (1995)
- Switch Hitters 8 (1995). Betty
- Big Knockers 18 (1995)
- Big Tit Racket (1995)
- Booby Prize (1995)
- Big Bust Bangers 2 (1995)
- John Wayne Bobbitt Uncut (1994)
- Breastman's Wet T-shirt Contest (1994)
- Score Busty Covergirls Vol. 8: Candy Cantaloupes & Letha Weapons (1994)
- Letha Weapons and Friends (1994). Aka Girls Around the World 23: Letha Weapons and Friends (USA: Título completo)
- Savage Fury 3 (1994)
- Big Boobs in Buttsville (1994). Aka Seymore Butts 28 (USA)
- Mellon Man (1994)
- Body of Love (1994)
- Harlots from Hooterville (1994)
- Duke of Knockers 2 (1994)
- Tit to Tit 3 (1994)
- Lesbian Castle: No Kings Allowed (1994)
- Champion, Der (1994)
- On Location in the Bahamas (1994)
- Boobs A Poppin' (1994)
- Big Boob Bikini Bash (1993)
- Double-D Reunion (1993)
- On Location in Palm Springs (1993)
- Girls Around the World 15 (1992) o Big Boob Girls Around the World 15 (Estados Unidos)

Como modelo:
En el Show de Howard Stern: 
- Episodio del 23 de mayo de 1992 (1992) Episodio de TV. Como ella misma
- Episodio del 2 de mayo de 1992 (1992) Episodio de TV. Como ella misma
- Episodio del 28 de marzo de 1992 (1992) Episodio de TV. Como ella misma